# Scheherazade (Rimskij-Korsakov)
Scheherazade, op. 35, är en symfonisk svit i fyra satser komponerad av Nikolaj Rimskij-Korsakov 1888. Den är baserad på sagosamlingen Tusen och en natt. Trots det exotiska temat är verket komponerat i en traditionell fyrsatsig, symfonisk form: inledningssats, scherzo, långsam sats och final. Orkesterverket uppvisar två sidor som är typiska för rysk musik i allmänhet och för Rimskij-Korsakov i synnerhet: den bländande, färgstarka orkestreringen och intresset för östern, som var vanlig i det ryska imperiets historia, liksom orientalism i allmänhet. Det anses vara ett av Rimskij-Korsakovs mest populära verk. Musiken användes även i baletten med samma namn av Michail Fokin. Denna användning av musiken fördömdes dock av Rimskij-Korsakovs efterlevande, framförallt av kompositörens änka Nadezjda Rimskaya-Korsakova.